# Phare de Cabo Prioriño Chico
Le phare de Cabo Prioriño Chico est un phare situé dans la commune de Ferrol, dans la province de La Corogne (Galice en Espagne).
Il est géré par l'autorité portuaire de Ferrol .

## Histoire
C'est une tourelle hexagonale, avec lanterne et galerie, construite en 1854 devant une maison de gardiens en maçonnerie d'un étage. La tour est en pierre non peinte et la maison est peinte en blanc avec des pierres apparentes non peintes. Le dôme de lanterne est peint en blanc. Ce phare est érigé au bout de la péninsule à 15 km au sud-ouest de Ferrol, marquant l'entrée du Ría de Ferrol et l'approche au port de Ferrol.
Le phare a été lourdement endommagé par vandalisme en 1990 et il a été mis hors service pendant plusieurs mois. En 1995, le système optique a été remplacé en 1995 par une lentille de Fresnel en acrylique et son alimentation a été reconverti à l'énergie électrique.
Identifiant : ARLHS : SPA039 ; ES-03240 - Amirauté : D1694 - NGA : 2464 .

### Lien connexe
- Liste des phares d'Espagne